# Jordán de Asso
Ignacio Jordán Claudio de Asso y del Río, conocido también por su seudónimo Melchor de Azagra (Zaragoza, España, 4 de junio de 1742 - Zaragoza, 21 de mayo de 1814) fue un naturalista, jurista e historiador español.
Los centros de interés de Asso fueron varios: filología, derecho, economía, geología, botánica y zoología.

## Biografía
Recibió una excelente formación, tanto en humanidades como en ciencias. Estudió griego y latín en las Escuelas Pías de Zaragoza y filosofía en el colegio jesuita de Barcelona hasta 1756. Conocía y se desenvolvía en arábe, inglés, francés y alemán. En la Universidad de Cervera se graduó como bachiller en Artes en 1760 y en la de Zaragoza estudió Jurisprudencia y obtuvo el grado de doctor en 1764.
Comienza una brillante carrera como jurista y viaja por Europa de 1771 a 1775. En 1776 comienza su carrera diplomática: cónsul en Dunquerque, Ámsterdam —donde adquiere una sólida formación en economía— y Burdeos. Publica en Madrid, solo o en colaboración con el bibliotecario de los Reales Estudios de San Isidro, Miguel de Manuel, varias obras sobre el derecho: Instituciones del Derecho Civil de Castilla (1771), El Fuero Viejo de Castilla (1771) y El ordenamiento de leyes que D. Alfonso XI hizo en las cortes de Alcalá de Henares el año de mil trescientos y cuarenta y ocho (1774). En Europa adquiere una sólida formación en economía que le permite escribir, años después, la que probablemente es su obra más importante: Historia de la Economía Política de Aragón (1798).
Durante su estancia en Holanda publicó obras de distinta índole y algunas de ellas de carácter biológico en relación con su tierra aragonesa: Synopsis estirpium indigenarum Aragoniae (1779), Mantissa stirpium indigenarum Aragoniae (1781), Enumeratio stirpium in Aragonia noviter detectarum (1784) y sobre todo Introductio in Oryctographiam, et Zoologiam Aragoniae. Accedit Enumeratio stirpium in eadem Regione noviter detectarum (1784) que quiere ser un inventario completo de la geología, flora y fauna del Reino de Aragón. Es uno de los primeros científicos españoles que sigue el sistema binomial de Carlos Linneo.

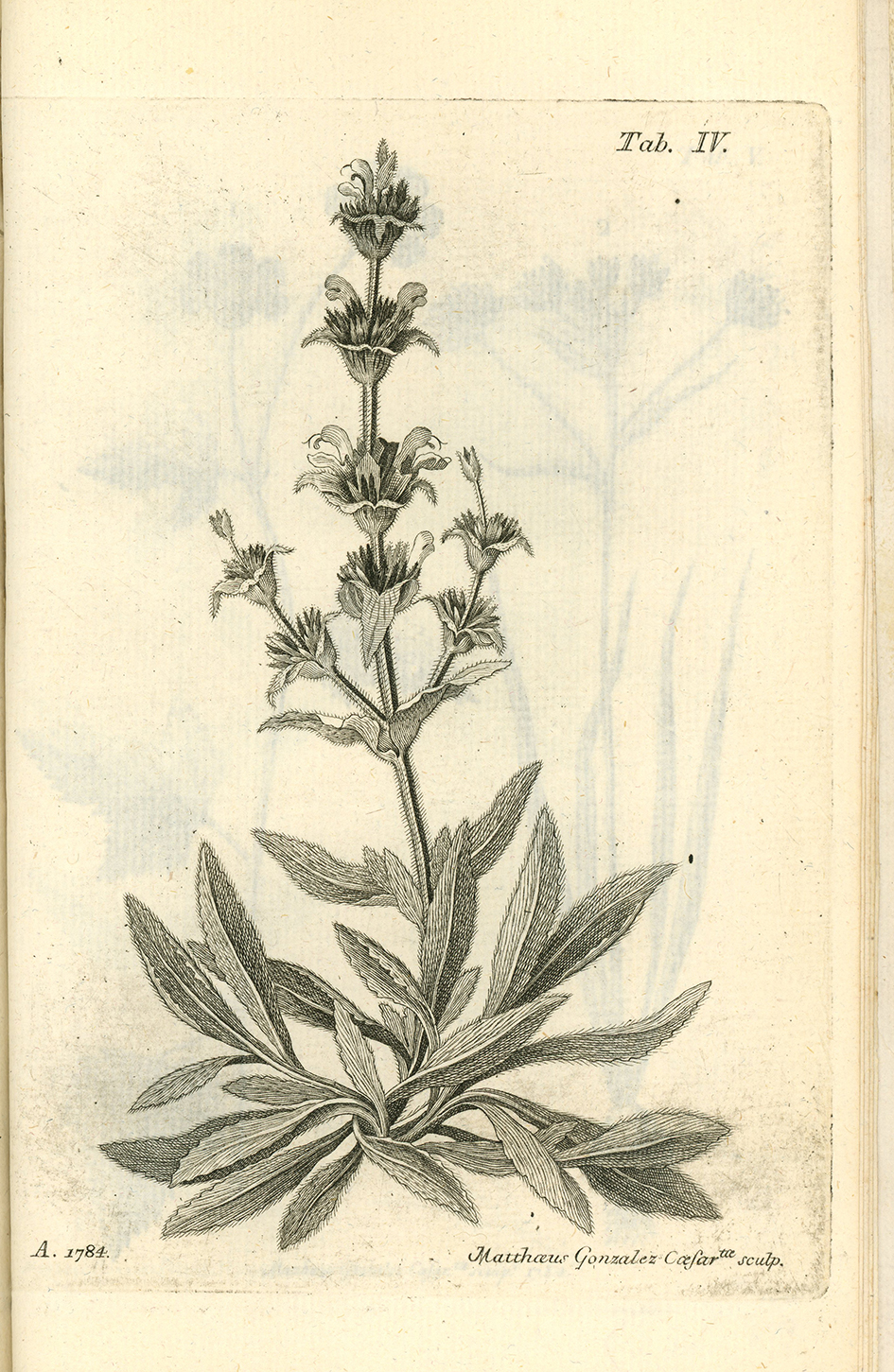
Ilustración de Salvia phlomonoides Asso en el libro Introductio in Oryctographiam, et Zoologiam Aragoniae. Accedit Enumeratio stirpium in eadem Regione noviter detectarum

Como naturalista clasificó y describió, según el sistema de Linneo, más de un millar de vegetales diferentes, 160 de ellos eran especies autóctonas de Aragón; también hizo lo propio con más de 500 especies de insectos y otros animales. De esta manera hizo que Aragón fuera la primera región española que dispuso de un catálogo biológico según el sistema de Linneo. Asso no dio el nombre linneano a las especies que describió; si lo hubiera hecho, sería el “padre científico” de algunas de ellas.
Regresó a su ciudad natal en 1791 y desde 1797 hasta 1802 continuó su actividad científica, ahora en la Real Sociedad Económica Aragonesa (1797- 1802), en la que fue director de las cátedras de Química y Botánica. Además, escribió obras sobre agricultura, botánica y ciencias naturales en general.
En 1801 publicó en el número 10 de los Anales de Ciencias Naturales un artículo titulado "Introducción a la ichthyología oriental de España", en el que describió varias especies de peces, dos de ellas por primera vez : la corvina o perca regia Argyrosomus regius y el pez fraile o blenio de río Salaria fluviatilis.
Tradujo numerosos textos, principalmente de la época musulmana de Aragón. Contribuyó a popularizar en España a numerosos autores extranjeros como Galeno, Euclides, Newton, Descartes, Lamarck, etc.
Falleció en Zaragoza el 21 de mayo de 1814.
Fue socio y partícipe de la Real Sociedad Económica Aragonesa de Amigos del País, contribuyendo en su desarrollo y contactos en el exterior.

## Eponimia
- (Sterculiaceae) Assonia Cav.[2]
- (Amaryllidaceae) Narcissus assoanus Dufour ex Schult. & Schult.f.